# Tesma nigrapex
Tesma nigrapex là một loài bướm đêm thuộc phân họ Arctiinae, họ Erebidae.